# Demoni e dei
Demoni e dei (Gods and Monsters) è un film del 1998, diretto da Bill Condon. Il film narra la vita di James Whale, regista di Frankenstein (1931), L'uomo invisibile (1933) e La moglie di Frankenstein (1935).

## Trama
(James "Jimmy" Whale)
Il film racconta gli ultimi giorni del regista James Whale, ad Hollywood, nel 1957, fino al suo suicidio. Evoca anche le sue creazioni, come il famoso Frankenstein, la sua partecipazione alla prima guerra mondiale, il suo interesse per la pittura, la sua vecchiaia, attraverso lo sguardo di Clayton Boone, il suo nuovo giardiniere di cui si è invaghito.

## Riconoscimenti
- 1999 - Premio Oscar
  - Migliore sceneggiatura non originale a Bill Condon
  - Candidatura Miglior attore protagonista a Ian McKellen
  - Candidatura Miglior attrice non protagonista a Lynn Redgrave
- 1999 - Golden Globe
  - Miglior attrice non protagonista a Lynn Redgrave
  - Candidatura Miglior film drammatico
  - Candidatura Miglior attore in un film drammatico a Ian McKellen
- 1999 - Premio BAFTA
  - Candidatura Miglior attrice non protagonista a Lynn Redgrave
- 1999 - Broadcast Film Critics Association Award
  - Miglior attore protagonista a Ian McKellen
  - Candidatura Miglior film
- 1999 - Chicago Film Critics Association Award
  - Miglior attore protagonista a Ian McKellen
- 1999 - Florida Film Critics Circle Award
  - Miglior attore protagonista a Ian McKellen
- 1998 - Los Angeles Film Critics Association Award
  - Miglior attore protagonista a Ian McKellen
  - Miglior colonna sonora a Carter Burwell

- 1999 - Independent Spirit Awards
  - Miglior film a Paul Colichman, Gregg Fienberg e Mark R. Harris
  - Miglior attore protagonista a Ian McKellen
  - Miglior attrice non protagonista a Lynn Redgrave
  - Candidatura Migliore sceneggiatura a Bill Condon
- 1998 - National Board of Review Award
  - Miglior film
  - Migliori dieci film
  - Miglior attore protagonista a Ian McKellen
- 1999 - Kansas City Film Critics Circle Award
  - Miglior attore protagonista a Ian McKellen
- 1998 - Satellite Award
  - Migliore sceneggiatura non originale a Bill Condon
  - Candidatura Miglior film drammatico a Paul Colichman, Gregg Fienberg e Mark R. Harris
  - Candidatura Miglior attore in un film drammatico a Ian McKellen
  - Candidatura Miglior attrice non protagonista a Lynn Redgrave
- 2000 - Film Critics Circle of Australia
  - Candidatura Miglior film straniero

- 1999 - Screen Actors Guild Award
  - Candidatura Miglior attore protagonista a Ian McKellen
  - Candidatura Miglior attrice non protagonista a Lynn Redgrave
- 1999 - British Independent Film Award
  - Miglior attore protagonista a Ian McKellen
  - Candidatura Miglior film britannico
  - Candidatura Migliore regia a Bill Condon
- 1998 - Toronto Film Critics Association Award
  - Miglior attore protagonista a Ian McKellen
- 2000 - London Critics Circle Film Award
  - Miglior attrice non protagonista dell'anno a Lynn Redgrave
- 1998 - San Diego Film Critics Society Award
  - Miglior film
  - Miglior attore protagonista a Ian McKellen
- 1998 - Courmayeur Noir in festival
  - Miglior interpretazione maschile a Ian McKellen
- 1999 - Writers Guild of America
  - Candidatura Migliore sceneggiatura non originale a Bill Condon